# Gab
Gab es una red social mayoritariamente angloparlante conocida por su base de usuarios de extrema derecha, debido principalmente al éxodo de usuarios procedentes de otras plataformas y con especial fuerza siguiendo la suspensión de Donald Trump y el cierre de Parler. El sitio permite a sus usuarios leer y escribir mensajes multimedia de hasta 300 caracteres, llamados "gabs".
El sitio se presenta como una "alternativa a Twitter", estando la libertad de expresión en el centro de los valores de la plataforma. Gab asegura que "abandera el discurso libre que recaiga dentro de la Primera Enmienda a la Constitución de los Estados Unidos". Gab afirmó tener 1.157.000 usuarios en abril de 2020. Los usuarios con más seguidores incluyen personajes políticos conocidos como Richard B. Spencer, Mike Cernovich, Alberto Franceschi, Alex Jones o Nick Fuentes.
La red social ganó visibilidad debido a la suspensión de perfiles conservadores entre ellos el de Donald Trump y el cierre de Parler. Después de las protestas en el capitolio de los Estados Unidos de América el 6 de enero de 2021, los proveedores del alojamiento web GoDaddy de Gab y otras empresas dejaron de darles cobertura, por lo que la web estuvo un breve tiempo fuera de línea. Esta práctica fue criticada por la directiva de Gab, expresando que en todas las redes sociales existen perfiles de usuarios que cometen delitos y no por eso estas webs son cerradas, sino que se trataba de un ataque coordinado contra Gab, un informe posterior del FBI concluyó que no hubo ningún tipo de organización o coordinación en Gab para protestar en el Capitolio.

## Recepción
Gab ha sido descrito como "Twitter para racistas" por Salon, una "cámara de resonancia llena de odio del racismo y teorías de la conspiración" por The Guardian, un "pozo negro de antisemitismo" por la revista Politico, un "refugio seguro para Twitter prohibido", troles, Gamergaters, Pizzagaters y nacionalistas blancos de alto perfil "por Mic, y" la red social favorita de la extrema derecha "por The Verge. Wired criticó a Gab por no prohibir explícitamente el discurso de odio. Los eruditos han descrito a Gab como "odioso", y han nombrado a Gab, junto con 4chan y 8chan, como hombres directamente radicalizadores que cometieron actos violentos.
El SPLC caracterizó a Gab como un sitio donde sus usuarios son "radicalizados agresivamente". Heidi Beirich, directora del centro, afirmó que el sitio es "el lugar número uno en la actualidad donde se reúnen los supremacistas blancos". La ADL llamó a Gab una "comunidad marginal en línea" y "un bastión del odio y la intolerancia". Harrison Kaminsky en Digital Trends cuestionó la longevidad del sitio en septiembre de 2016 y escribió: "Si bien la popularidad inicial del sitio es impresionante, el potencial probablemente sea de corta duración, siguiendo el ciclo de vida de las redes sociales como Ello o Peach, que se desvaneció con el tiempo." Maya Kosoff en Vanity Fair escribió: "el objetivo de Gab puede no ser crecer para convertirse en un competidor de Twitter ... está proporcionando un 'espacio seguro' para las personas que quieren expresarse sin consecuencias". Amanda Hess, crítica de The New York Times, opinó en noviembre de 2016 que el sitio es: "un retroceso a las normas despreocupadas de la vieja Internet, antes de que Twitter comenzara a tomar medidas enérgicas contra el acoso y Reddit limpiara sus rincones más oscuros. debutó en agosto, se ha convertido en un espacio digital seguro para la extrema derecha, donde los nacionalistas blancos, los YouTubers teóricos de la conspiración y las madres de mayoría de minivan pueden reunirse sin interferencia liberal".
Michael Edison Hayden, analista de inteligencia de código abierto y reportero de investigación sobre extremismo y desinformación, opinó en una entrevista de Gizmodo en octubre de 2018: "Andrew Torba, el director ejecutivo de Gab, se enojará cuando la gente ... llame a su sitio un nacionalista blanco un sitio web o un sitio web de derecha alternativa, pero cualquiera que pase tiempo en él sabe que es un refugio para los extremistas, [...] grupos violentos de supremacistas blancos como Patriot Front y Atomwaffen Division se organizan abiertamente en Gab. Los usuarios con frecuencia piden el asesinato de mujeres, judíos y otras minorías en Gab, y son recompensados con me gusta y publicaciones. [...] Dylann Roof es tratado como un héroe por muchos usuarios de Gab ". Hayden señaló que Gab estaba "plagado de" contenido similar al publicado por Robert Bowers, con muchos usuarios posando en su apoyo usando el hashtag #HeroRobertBowers.
Joe Setyon revisó la red social para Reason y escribió: "al luchar contra el supuesto sesgo político de izquierda de las plataformas de redes sociales heredadas, Gab se encontró con el problema opuesto". Sugirió que el sitio web era solo para aquellos que "se suscriben a un cierto subconjunto radical de creencias de la derecha o están interesados en ver los feeds de aquellos que lo hacen". Nicholas Thompson de Wired cuestionó la sinceridad de la afirmación del sitio de ser un defensor de la "libertad de expresión" en octubre de 2018 y escribió: "Para muchas personas, el absolutismo de la Primera Enmienda de Torba es solo un tema de conversación.
El sitio existe menos para defender los ideales de Benjamin Franklin que los de Christopher Cantwell. Eligió como logotipo a una criatura que se parece más a Pepe, la rana de ataque de la extrema derecha. Cortejó a la gente de la extrema derecha y se convirtió en un refugio para ellos. La libertad de expresión puede ser menos un principio que una cortina de humo". Thompson señaló que Robert Bowers probablemente esperaba una afirmación de su último mensaje que indicaba su intención de llevar a cabo la masacre de la sinagoga de Pittsburgh, lo que llevó a Thompson a la conclusión: "si es una plataforma en la que alguien puede esperar afirmación para una matanza amenazadora, entonces ¿por qué debería alguien ayudarlo? ¿existe?" Kelly Weill, de The Daily Beast, escribió en enero de 2019: "Gab siempre ha sido un mal sitio web. Nada se carga, la función de búsqueda es una broma y sus listas de miembros están plagadas de robots pornográficos y eso incluso sin que los neonazis publiquen mensajes racistas. memes e incitarse unos a otros a asesinar". Milo Yiannopoulos, un usuario activo de Gab que se unió después de ser destituido de Facebook y Twitter, se quejó en septiembre de 2019 por el bajo número de usuarios en Gab, Parler y Telegram. Escribió en Telegram que, después de perder sus grandes bases de fans en Facebook y Twitter, estaba teniendo dificultades para mantener su carrera debido al número relativamente pequeño de usuarios en las redes sociales alternativas. Describió a Gab como "implacable, agotadoramente hostil y repleto de adolescentes racistas que dictan totalmente el tono y la discusión". En febrero de 2020, Tanya Basu de MIT Technology Review caracterizó a Gab como frecuentado por "grupos marginales de odio de extrema derecha".
Gab es una de varias plataformas de redes sociales alternativas, que incluyen Minds, MeWe, Parler y BitChute, que son populares entre las personas excluidas de las redes principales como Twitter, Facebook, YouTube, Reddit e Instagram. Deen Freelon y sus colegas que escribieron en Science caracterizaron a Gab como uno de los sitios de tecnología alternativa que están "dedicados a las comunidades de derecha", y enumeraron el sitio junto con 4chan, 8chan, BitChute y Parler. Señalaron que también hay plataformas de tecnología alternativa más ideológicamente neutrales, como Discord y Telegram.

## Diseño
En 2016, el tema de color de Gab era una combinación minimalista de texto negro en paneles blancos con hashtags rosas y nombres de usuario. Los usuarios profesionales tenían una barra superior contrastada en azul oscuro. La interfaz mostraba mensajes en una línea de tiempo de desplazamiento vertical similar a Twitter con una opción para votar a favor o en contra de cada publicación. 
El sitio también agregó publicaciones populares y hashtags de temas de tendencia. A partir de 2017, los usuarios pueden ordenar los comentarios y las publicaciones de un tema por tiempo o puntuación. Las biografías predeterminadas para los nuevos usuarios mostraban una cita elegida al azar sobre la importancia de la libertad de expresión. Los usuarios también tenían la opción de "silenciar" a otros usuarios y términos. A partir de julio de 2020, la interfaz de usuario de Gab era similar a la de Twitter, con un tablero en el medio de la página con contenido de tendencia a la izquierda y menús a la derecha. A partir de 2021, las publicaciones en Gab tienen un límite de caracteres de 300. A principios de 2017, la opción de rechazar las publicaciones se eliminó temporalmente de Gab, y el entonces director de operaciones de la empresa, Sanduja, explicó que fueron eliminadas debido a que se las usaba para trollear y acosar a las mujeres, y también declaró que: "había muchas guerreros de la justicia social y miembros de la extrema izquierda que ingresan a nuestro sitio esencialmente tratando de iniciar un alboroto".
En julio de 2017, Gab implementó un sistema en el que las personas que votaron negativamente a otros (a través de spam) también recibirían una votación negativa en sus cuentas y se revocaría su capacidad para dejar votos negativos. A partir de 2019, Gab utiliza un sistema de puntuación, que permite a los usuarios con más de 250 puntos votar negativamente en las publicaciones, pero los usuarios deben "gastar puntos" para poder hacerlo. En 2018, la imagen de perfil predeterminada para los nuevos usuarios del sitio presentaba al NPC Wojak, un meme popular en los sitios web de extrema derecha. Una rana llamada "Gabby" fue el logotipo de Gab de 2016 a 2018. El logotipo se ha comparado con Pepe the Frog, un personaje de dibujos animados apropiado por la derecha alternativa. Torba negó que el logotipo de la rana fuera una referencia a Pepe y afirmó que el logotipo estaba inspirado en los versículos de la Biblia (Éxodo 8: 1-12 y Salmos 78:45) y varios otros significados simbólicos tradicionales. Sanduja dijo que la rana estaba destinada a simbolizar la "venganza contra aquellos que fueron en contra de las voces conservadoras dominantes en Internet".
A partir de septiembre de 2018, el logotipo de la rana ya no se usa.